# Leonardo Pettinari
Leonardo Pettinari (Pontedera, 19 aprile 1973) è un canottiere italiano, sei volte campione mondiale nella categorie dei pesi leggeri.

## Biografia
Nel 1993 entra nel gruppo sportivo della Forestale ed arriva così alla nazionale maggiore con la quale conquista, nello stesso anno, la prima medaglia mondiale, un bronzo nell'otto pesi leggeri.
Nel 1994 arriva il primo titolo iridato nel due senza pesi leggeri. Il bis l'anno successivo, stavolta nel quattro senza. Sempre nel 1995, Pettinari stabilisce il record del mondo a Lucerna.
Nel 1996 si ha la sua prima partecipazione alle Olimpiadi, quelle di Atlanta, ma la sfortuna (insieme a una condizione approssimativa) fruttano solo l'ottavo posto nel quattro senza.
Nel 1997 passa al doppio pesi leggeri e per due anni consecutivi sfiora il mondiale: due argenti sempre dietro alla Polonia.
Nel 1999 conquista il successo mondiale in coppia con Crispi e nel 2000 l'argento a Sydney; è l'anno in cui nasce il doppio delle meraviglie, con Elia Luini, che porterà al tris consecutivo mondiale dal 2001 al 2003.
Alle Olimpiadi di Atene, tuttavia, i due non riescono a qualificarsi per la finale.